# Partido Congoleño Unido
El Partido Congoleño Unido (UCP; Idioma francés Parti des Congolais Unis - PCU) es un partido político de centroderecha en el exilio que aspira a representar los intereses internos y de la diáspora en la República Democrática del Congo. El partido fue fundado en enero de 2010 por el empresario de Kinsasa Christian Malanga para servir como plataforma para los candidatos de la oposición independiente en la República Democrática del Congo.
El 19 de mayo de 2024, el UCP estuvo implicado en un fallido intento de golpe de Estado. Durante los combates, su líder Christian Malanga resultó abatido, entre otros individuos.

## Historia
El Partido Congolés Unido se formó oficialmente como Movimiento de Liberación Congoleña (Mouvement de Libération Congolais) en enero de 2010 por el empresario y ex oficial militar de nacido en Kinsasa Christian Malanga. El propósito del partido era organizar la asamblea informal de candidatos de la oposición independiente en las elecciones parlamentarias de la República Democrática del Congo en 2011.
Cuando los candidatos del partido fueron detenidos antes de las elecciones ampliamente disputadas y liberados semanas después, el presidente de la UCP, Christian Malanga, trasladó el aparato del partido al área metropolitana de Washington D. C.. Allí, el partido fue reformado bajo una nueva carta en octubre de 2012 como Partido Congoleño Unido. Actualmente, la UCP hace campaña y ejerce presión en nombre de los intereses congoleños tanto nacionales como internacionales en preparación para la próxima ronda de elecciones nacionales en la República Democrática del Congo. 

## Embajador general Kanda Bongo Man
El 7 de abril de 2014, Malanga nombró al renombrado músico congoleño de Soukous Kanda Bongo Man como el primer embajador general del Partido Congoleño Unido en una ceremonia en Washington D. C.. El principal deber de Kanda como embajador general de la UCP es cultivar la buena voluntad y la amistad con otros líderes africanos progresistas.

## Intento de golpe de Estado en la República Democrática del Congo de 2024
El 19 de mayo de 2024, Christian Malanga fue asesinado en un intento de golpe de Estado en Kinshasa, en la República Democrática del Congo.